# 西之表市立住吉小学校
西之表市立住吉小学校（にしのおもてしりつすみよししょうがっこう）は鹿児島県西之表市住吉にある市立の小学校である。少子化による児童数減少が問題になっている。

## 沿革
- 1879年（明治12年） - 住吉小学として設置される[1]。
- 1887年（明治20年） - 住吉簡易小学校に改称[1]。
- 1901年（明治34年） - 住吉尋常小学校に改称[1]。
- 1908年（明治41年） - 高等科併置に伴い、住吉尋常高等小学校に改称[1]。
- 1941年（昭和16年） - 国民学校令が施行されたのに伴い、住吉国民学校に改称。
- 1947年（昭和22年） - 西之表町立住吉小学校に改称。
- 1958年（昭和33年） - 西之表町が市制施行したのに伴い、西之表市立住吉小学校に改称。

## 伝統的な行事
- 住吉・星原校区仲良し相撲大会

## スポーツ少年団活動
- 住吉スポーツ少年団（バドミントン競技）

## 通学区域
- 西之表市住吉の全域。
- 西之表市特認通学制度実施校。